# Jutohen
Jutohen (o Gingoneus o Juthoven) fou arquebisbe de Dol vers el 950.
Teobald I de Blois que tenia la regència de Bretanya i el domini feudal sobre el nord del país, va delegar (952) l'administració d'aquesta regió, massa allunyada del seu propi domini, als seus dos aliats: el comte Juhel Berenguer de Rennes que es va declarar el seu vassall, i Jutohen, arquebisbe de Dol. Hauria estat arquebisbe i administrador fins vers el 960.